# William Miller (atleta)
William Miller   (Dodge City, 1 de novembre de 1912 - Paradise Valley, 13 de novembre de 2008) va ser un atleta estatunidenc, especialista en el salt de perxa, que va competir durant la dècada de 1930.
El 1932 va prendre part en els Jocs Olímpics de Los Angeles, on va guanyar la medalla d'or en la prova del salt de perxa del programa d'atletisme.

## Millors marques
- Salt de perxa. 4,31 metres (1932)[1][2]